# Stobbenven
Het Stobbenven is een terrein ten noorden van het dorp Roderwolde in Drenthe. Bij werkzaamheden in 2008 kwamen hier houtrestanten tevoorschijn die gedateerd werden tussen 7.000 en 10.000 jaar oud. Daarmee is dit het oudste bosrestant in Nederland. De provincie Drenthe wees het Stobbenven in 2014 aan als aardkundig monument.

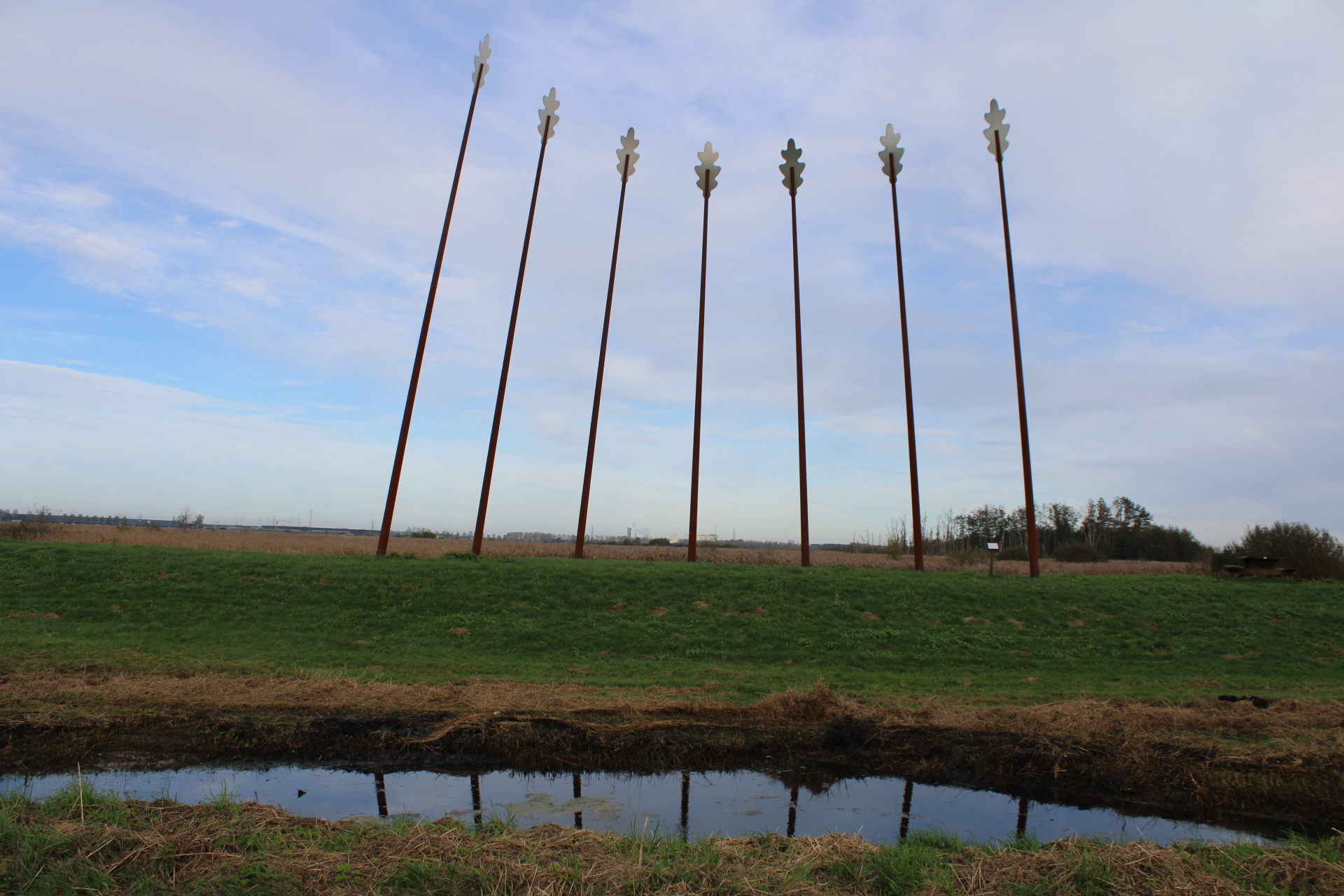
monument

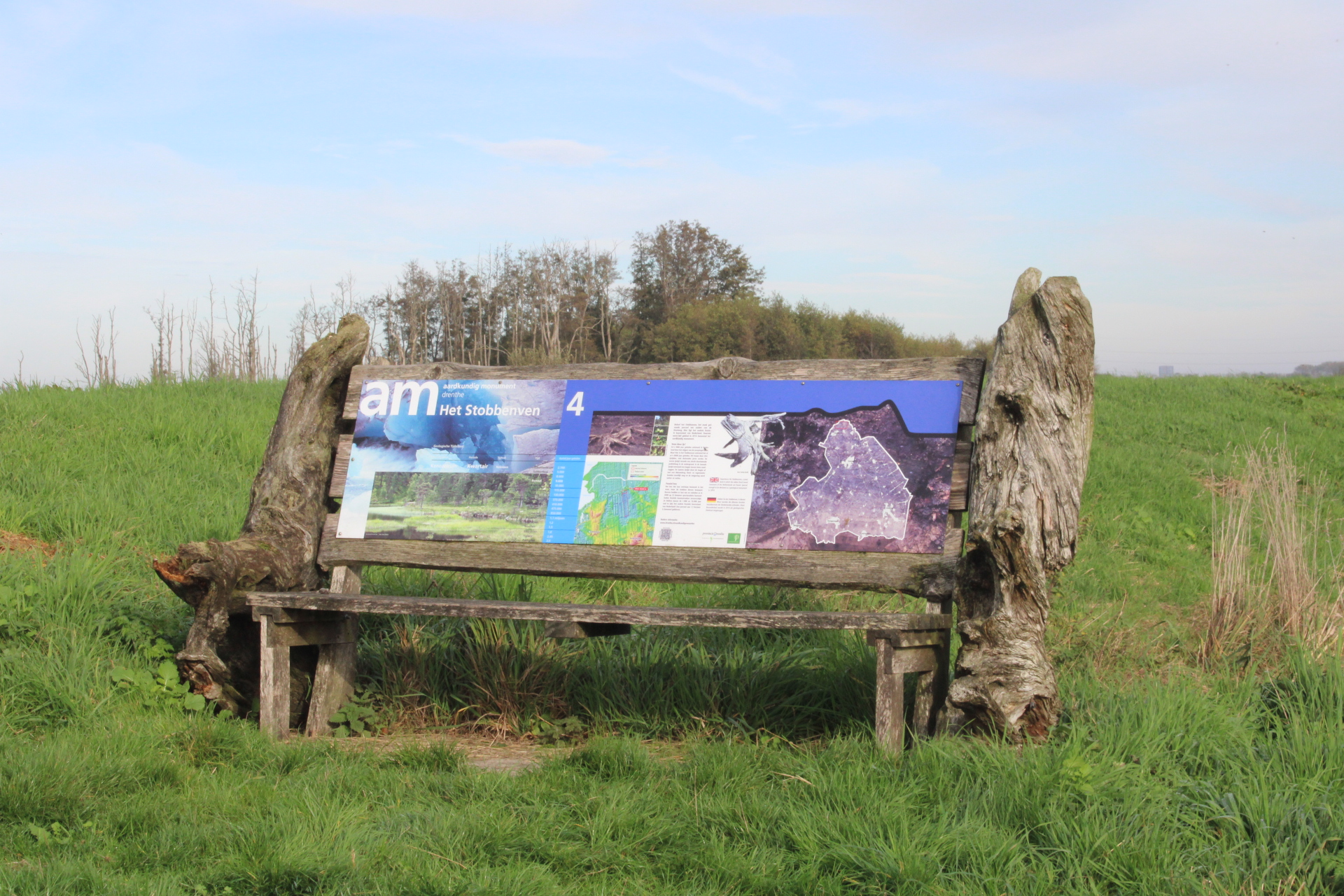
bankje, geflankeerd door stobben

## Ligging
Het Stobbenven ligt ongeveer 2 kilometer ten noorden van Roderwolde, aan de westelijke rand van de Onlanden. Het ligt op de overgang van het Drents plateau naar het veengebied ten westen van de stad Groningen. De stobben werden gevonden bij werkzaamheden net ten westen van de Hooiweg, de weg van Roderwolde naar Hoogkerk. Ter plaatse staat een bank, geflankeerd door twee stobben die hier werden gevonden. Daarnaast wordt de plek gemarkeerd door een kunstwerk.

## Vondst
Dat er stobben in de bodem aanwezig waren was bekend. Door veenoxidatie waren deze boven het maaiveld uitgekomen. De stobben zorgden er voor dat het gebied niet geschikt was voor agrarisch gebruik. In 2008 werd een deel van de stobben opgeruimd. Daarbij bleek dat er veel meer stobben in de bodem zaten dan aangenomen. Dat was aanleiding voor een onderzoek door de Rijksdienst voor het Cultureel Erfgoed. 